# Лешка, Петр
Петр Лешка (чеш. Petr Leška; 16 ноября 1975, Хомутов, Чехословакия) — бывший чешский хоккеист, центральный нападающий. Чемпион Чехии 2004 и 2014 годов.

## Карьера
Петр Лешка почти всю свою хоккейную карьеру провёл в клубе «Злин» (за исключением полного сезона 2002/03, который он провёл в пражской «Спарте», концовки сезона 1997/98, проведённой за «Пльзень» и небольшого отрезка в начале сезона 2005/06 в шведском «Сёдертелье»). Лешка играл за «Злин» с 1995 по 2015 год. За это время дважды (в 2004 и 2014 годах) стал чемпионом Экстралиги. Долгое время являлся самым результативным хоккеистом в истории чешской Экстралиги. Также является обладателем рекордной серии по проведённым подряд матчам в истории Экстралиги (593 матча).
Несмотря на успехи в чешском чемпионате, за сборную Чехии Лешка провёл лишь 15 матчей, так и ни разу не сыграв на чемпионатах мира или Олимпийских играх.
Завершил карьеру в 2015 году.18 января 2020 года, перед матчем «Злин» —«Спарта», свитер Петра Лешки с 19-м номером был поднят под свод Зимнего стадиона имени Людека Чайки.

## Достижения

### Командные
Чемпион Чехии 2004, 2014
 Серебряный призёр чемпионата Чехии 1999, 2005, 2013
 Бронзовый призёр чемпионата Чехии 2002, 2003

### Личные
- Лучший бомбардир Экстралиги 2002 (68 очков)
- Лучший ассистент плей-офф Экстралиги 2002 (11 передач) и 2014 (13 передач)
- Лучший снайпер плей-офф Экстралиги 2004 (9 шайб)

- Обладатель приза «Золотой шлем» Экстралиги 2004
- Автор золотого гола в финале Экстралиги 2004
- Лучший ассистент Экстралиги 2005 (38 передач)

## Статистика
- Чешская экстралига — 1156 игр, 909 очков (281+628)
- Сборная Чехии — 15 игр, 13 очков (4+9)
- Шведская лига — 6 игр
- Лига чемпионов — 5 игр, 2 очка (2+0)
- Кубок Шпенглера — 4 игры, 2 очка (2+0)
- Кубок европейских чемпионов — 2 игры
- Всего за карьеру — 1188 игр, 926 очков (289+637)